# Trachylepis planifrons
Trachylepis planifrons (деревний сцинк) — вид сцинкоподібних ящірок родини сцинкових (Scincidae). Мешкає в Східній і Центральній Африці.

## Поширення і екологія
Деревні сцинки мешкають в Ефіопії, Сомалі, Уганді, Кенії, Танзанії, Демократичній Республіці Конго, Малаві і Замбії. Вони живуть у вологих і сухих саванах, в сухих тропічних лісах, чагарникових заростях і напівпустелях, на висоті до 1600 м над рівнем моря. Відкладають яйця.